# Napo (província)
Napo é uma província do Equador localizada na região geográfica Amazônica. Sua capital é a cidade de Tena.
A província é cortada pelo rio Napo, afluente do rio Amazonas.

## Cantões
A província se divide em 5 cantões (capitais entre parênteses):
1. Archidona (Archidona)
2. Carlos Julio Arosemena Tola (Carlos J. Arosemena)
3. El Chaco (El Chaco)
4. Quijos (Baeza)
5. Tena (Tena)